# Regierung Dolimont
Die Regierung Dolimont ist die seit dem 15. Juli 2024 amtierende Regierung der belgischen Region Wallonien nach der wallonischen Parlamentswahl vom 9. Juni 2024. Bei der Wahl gewannen das liberale Mouvement Réformateur (MR) und die zentristisch-bürgerlichen Les Engagés (LE, bis zur Umbenennung 2022 Centre Démocrate Humaniste, cdh) deutlich an Stimmen und Mandaten hinzu und stellten anschließend zusammen die Mehrheit der Abgeordneten im wallonischen Parlament. Nach längeren Koalitionsgesprächen wurde am Abend des 14. Juli 2024 die personelle Zusammensetzung der designierten MR-LE-Koalitionsregierung bekanntgegeben. Am 15. Juli 2024 wurde Adrien Dolimont als wallonischer Ministerpräsident mit sieben Ministern in Namur vereidigt. Dolimont leistete anschließend auch seinen Eid vor König Philippe in Brüssel.
Die Regierung Dolimont ist die erste rein bürgerliche Regierung der Wallonie seit langem. Seit dem Jahr 1982 war Wallonien – mit nur einer kurzen Unterbrechung von 2017 bis 2019 – ununterbrochen von Regierungen unter sozialistischen Ministerpräsidenten regiert worden.

## Zusammensetzung
| Amt                                                                               | Name                 | Partei | Partei      | Amtszeit         |
| --------------------------------------------------------------------------------- | -------------------- | ------ | ----------- | ---------------- |
| Ministerpräsident, außerdem zuständig für Haushalt und Finanzen                   | Adrien Dolimont      |        | MR          | ab 15. Juli 2024 |
| Vize-Ministerpräsident und Minister für Raumordnung und Mobilität                 | François Desquennes  |        | Les Engagés | ab 15. Juli 2024 |
| stellvertretender Ministerpräsident und Minister für Wirtschaft und Beschäftigung | Pierre-Yves Jeholet  |        | MR          | ab 15. Juli 2024 |
| Ministerin für Landwirtschaft                                                     | Anne-Catherine Dalcq |        | MR          | ab 15. Juli 2024 |
| Minister für Gesundheit und Umwelt                                                | Yves Coppieters      |        | Les Engagés | ab 15. Juli 2024 |
| Ministerin für Tourismus und für Kleinkinderbetreuung                             | Valérie Lescrenier   |        | Les Engagés | ab 15. Juli 2024 |
| Ministerin für Energie, Wohnungsbau und Flughäfen                                 | Cécile Neven         |        | MR          | ab 15. Juli 2024 |
| Ministerin für Sport und Medien                                                   | Jacqueline Galant    |        | MR          | ab 15. Juli 2024 |

1. ↑  zusätzlich noch Familienministerin in der Regierung der Französischen Gemeinschaft